# Akkúlevo
Akkúlevo (en rus: Аккулево) és un poble de Baixkíria, a Rússia, que en el cens del 2010 tenia 5 habitants. Pertany al districte d'Arkhànguelskoie.